# Carolina Meloni
Carolina Natalia Meloni González (Tucumán, 1975) es una filósofa argentina, especializada en filosofía política contemporánea, feminismo, género y deconstrucción.

## Biografía
Carolina Meloni nació en Tucumán, en el año 1975 durante el llamado Operativo Independencia, estando su madre detenida en el centro clandestino de detención Jefatura de Policía. Pasó el primer año de su vida en distintas cárceles de esta provincia, en el marco del terrorismo de Estado ejercido en Argentina. Toda su familia fue víctima de la última Dictadura Argentina, por lo que junto a su madre se exilian en España a principios de los años 80. Es nieta del poeta tucumano Juan E. González. Su tío materno, Hernán E. González, fue secuestrado y desaparecido en 1976. Sus restos aparecieron en mayo de 2014 en la inhumación clandestina Pozo de Vargas.Estudió filosofía en la Universidad Complutense de Madrid (UCM) y posteriormente realizó un doctorado en la Universidad Nacional de Educación a Distancia (UNED), por el cual recibió el Premio Extraordinario de doctorado, siendo su director de tesis Paco Vidarte. Entre sus líneas de investigación se encuentra la filosofía política contemporánea, así como el pensamiento feminista y también las doctrinas del género y la deconstrucción.

## Trayectoria
Desde el año 2007 hasta el 2021 ejerció como profesora titular de la asignatura Ética y pensamiento político en la Facultad de Ciencias Sociales y Comunicación de la Universidad Europea de Madrid (UEM). En la actualidad, ejerce de profesora en la Universidad de Zaragoza desarrollando las asignaturas Filosofía comparada: oriente y occidente, Problemas fundamentales de la filosofía contemporánea y Pensamiento feminista en el Grado de Filosofía.
En el año 2009 trabajó en Francia a través de una beca Erasmus para profesores en la UFR Lettres, Langues et Sciencies Humaines en la Universidad Blaise Pascal, Clermont-Ferrand. En el año 2011 volvería como profesora invitada durante 3 meses.  
Meloni ha coordinado el capítulo de Sexualidades en la Enciclopedia crítica del género (Arpa, 2023), una obra que reúne el trabajo de más de cincuenta especialistas en estudios de género y teoría queer.

### Investigación
- La Europa de la memoria. Crisis y pluralidad de las identidades para nuevas formas de comunidad. Proyecto financiado por Ministerio de Educación y Formación Profesional (MEC) a través del programa nacional de proyectos de investigación a través del organismo Centro Superior de Investigaciones Científicas (CSIC) y cuyo investigador principal fue José María González.(2008-2011).[4]

- Esfera pública, conflicto de valores y experiencia social: una perspectiva pragmatista. Proyecto financiado por MEC a través del programa nacional de proyectos de investigación a través del organismo UNED y cuyo investigador principal fue Ramón del Castillo.(2008-2011).[5]

- Estudio lingüístico multidisciplinar sobre la población inmigrante en la Comunidad de Madrid. Proyecto financiado por Comunidad de Madrid realizado a través los organismos Universidad de Alcalá de Henares (UAH), UEM y la Universidad Antonio Nebrija y cuyo investigador principal fue Luis Guerra.[6]

- Género y comunicación: análisis crítico de la sociedad de la información desde la perspectiva del género. Proyecto financiado por UEM realizado a través del organismo UEM y de la cual Carolina fue la investigadora principal. (2010).

- Comunidad y Violencia: espacios públicos para la construcción de memoria y ciudadanía. Proyecto financiado por MEC a través del programa nacional de proyectos de investigación a través del organismo Instituto de Filosofía del CSIC y cuyo investigador principal fue José María González.(2011-2014).[7]

- Industrias de la memoria: identidad, democracia y relatos en los espacios de memoria de Argentina, Chile , Paraguay y Uruguay. Proyecto financiado por MEC a través del programa nacional de proyectos de investigación a través del organismo UNED y cuya investigadora principal fue Marisa González de Oleaga. (2016-2019).[8]

- PUBLICUM. Públicos en transformación. Nuevas formas de la experiencia del espectador y sus interacciones con la gestión museística. Proyecto financiado por el Ministerio de Economía, Industria y Competitividad, y cuyos investigadores responsables fueron Fernando Bayón y Jaime Cuenca.(I+D 2017).[9]

### Obras
- Las fronteras del feminismo. Teorías nómadas, mestizas y postmodernas (2012). Editorial Fundamentos. (ISBN 9788424512590 ).[10]
- Repensando la ciudad desde el ocio (2015). Junto con Fernando Bayón y José María González. Universidad de Deusto. (ISBN 9788415772972).[10]
- Abecedario zombi. La noche del capitalismo viviente (2016). Junto con Julio Díaz Galán. Editorial El salmón contracorriente. (ISBN 9788461748006).[11]
- Topografías de la memoria: de usos y costumbres en los espacios de violencia del nuevo milenio. Monográfico en Revista Kamchatka, Revista de análisis cultural, Universidad de Valencia. Junto a Marisa González de Oleaga.
- Transterradas: el exilio infantil y juvenil como lugar de memoria. (2019). Junto con Marisa González Oleaga y Carola Saeiegh. (ISBN 9789873789502).[12]
- Sueño y revolución. Madrid. Continta Me tienes, 2021.
- Feminismos fronterizos. Madrid. Kaótica Libros, 2021.